# Forteresse de Petrovaradin
La forteresse de Petrovaradin (en serbe cyrillique : Петроварадинска тврђава ; en serbe latin : Petrovaradinska tvrđava ; en hongrois : Péterváradi vár) est une forteresse serbe située à Petrovaradin près de Novi Sad dans la province de Voïvodine. Elle est inscrite sur la liste des entités spatiales historico-culturelles de grande importance de la république de Serbie.
La pierre angulaire de la partie sud de la forteresse fut posée le 18 octobre 1692 par le prince de Croÿ. La forteresse possède de nombreux passages souterrains, en tout 16 km de galeries.

## Histoire
De récentes découvertes archéologiques ont apporté un nouvel éclairage sur l'histoire non seulement de Petrovaradin mais aussi de toute la région. Dans la partie haute de la forteresse ont été découverts les restes d'un village du paléolithique supérieur datant de 19 000 à 15 000 avant Jésus-Christ. Grâce à cette découverte, il est maintenant établi que le site a accueilli sans discontinuer une présence humaine du paléolithique jusqu'à aujourd'hui. Durant les fouilles effectuées en 2005, les archéologues ont fait une autre trouvaille importante. En examinant des vestiges de l'âge du bronze (aux alentours de 3000 av. J.-C.), ils ont découvert des restes de remparts, prouvant qu'à cette époque le site était déjà fortifié. Les premières grandes fortifications furent construites par les Romains à leur arrivée dans la région ; la forteresse (alors baptisée forteresse de Cusum) se trouvait sur un limes longeant le Danube.
Le tournant dans l'histoire de la région se produisit en 1235 lorsque le roi Béla IV de Hongrie installa dans la forteresse un groupe de moines cisterciens venu de France. Les moines bâtirent le monastère de Bélakút (en serbe Belin Studenac, en latin Belafons) sur les vestiges de la forteresse romaine. Les murs du monastère furent construits entre 1247 et 1252 et représentaient les seules fortifications visibles du site durant le Moyen Âge. Les défenses furent renforcées à cause de la menace d'une invasion turque mais la forteresses fut prise après un siège de deux semaines en 1526.

### Guerres austro-turques
En 1687, durant la Grande Guerre turque, l'Armée autrichienne captura Petrovaradin, après 150 ans d'occupation ottomane. Les Autrichiens démolirent la vieille forteresse et construisirent de nouvelles fortifications selon les standards de l'époque. En 1692, le Krieghofrath[Qui ?] envoya des ingénieurs à Petrovaradin repérer la zone dans le but de construire une nouvelle forteresse. Pour cette opération le comte Keysersfeld reçut du personnel et un soutien financier. Les premiers plans de la nouvelle forteresse furent dessinés par le comte Mathias Keyserfeld puis par le comte de Marsigli. Le travail sur le terrain fut mené par le colonel Michael Wamberg, mort en 1703 et enterré dans l'église du monastère qui sert aujourd'hui d'hôpital militaire.
Le 9 septembre 1694, le grand vizir Surmeli Ali-Pasha arriva à Petrovaradin en provenance de Belgrade et mit le siège devant la forteresse. Après 23 jours de siège, pressés par les mauvaises conditions météorologiques, les Turcs se retirèrent à Belgrade. La victoire des Autrichiens sous le commandement d'Eugène de Savoie à Senta, le 11 septembre 1697, créa les conditions pour la paix de Karlowitz en 1699.
Une nouvelle guerre était imminente. Le manque d'intérêt autrichien pour la guerre et les réparations de guerre demandées par les Autrichiens aux Turcs dans l'intérêt de la république de Venise concoururent à donner des raisons aux Ottomans de rallumer le conflit. Se préparant à l'inévitable, le Prince Eugène ordonna la concentration des troupes autrichiennes à Futog, sous le commandement temporaire du comte Johan Palffy. Eugène se rendit à Futog le 9 juillet. L'armée autrichienne comptait 76 000 hommes contre 150 000 dans l'armée ottomane. La bataille décisive eut lieu le 5 août 1716 à Petrovaradin. Sous le commandement du Prince Eugène, les Autrichiens battirent les Turcs commandés par le grand vizir Damad Ali Pasha et mirent du même coup un terme à la menace turque sur l'Europe centrale.

### Aménagements
De nouveaux plans de fortifications furent élaborés en 1751 et mis en application entre 1753 et 1776. Durant les travaux, au début de l'année 1764, le major Albrecht Heinrich Schroeder proposa au haut conseil militaire autrichien de créer un réseau de tunnels souterrains. En mars 1764, le plan fut accepté et le chantier débuta quelques années plus tard. Lors de sa visite à la forteresse en mai 1768, l'empereur Joseph II assista à un exercice militaire mettant en scène le matériel d'excavation. La construction des tunnels fut achevée en 1776. S'échelonnant sur quatre niveaux, leur longueur totale était de 16 kilomètres.

### XIXeetXXesiècles
Après l'achèvement des travaux, il n'y eut plus jamais de menace de l'Empire ottoman. La forteresse de Petrovaradin tint son dernier rôle militaire lors de la révolution hongroise de 1849, lorsque les troupes autrichiennes entreprirent d'assiéger la forteresse afin de forcer ses occupants à la reddition. La réponse fut le pilonnage de Novi Sad le 12 juin, au cours duquel les deux tiers de la ville furent détruits.
Les années suivantes la forteresse servit de caserne militaire et d'entrepôt. À la suite de la Première Guerre mondiale, Petrovaradin revint au royaume des Serbes, Croates et Slovènes, qui, en 1929, devint le royaume de Yougoslavie. Durant ces années, les vieilles forteresses de Belgrade, Osijek, Karlovac et Slavonski Brod, construites au XVIIe siècle, furent rasées car elles ne revêtaient plus de fonction militaire. Le colonel Dragos Djelosevic, qui était responsable du programme de destruction des forteresses, souhaita conserver celle de Petrovaradin car elle était selon lui trop belle pour être réduite en gravats. De manière ironique, c'est grâce au « bourreau des forteresses des Balkans » que la forteresse de Petrovaradin est demeurée intacte.

## Festival EXIT

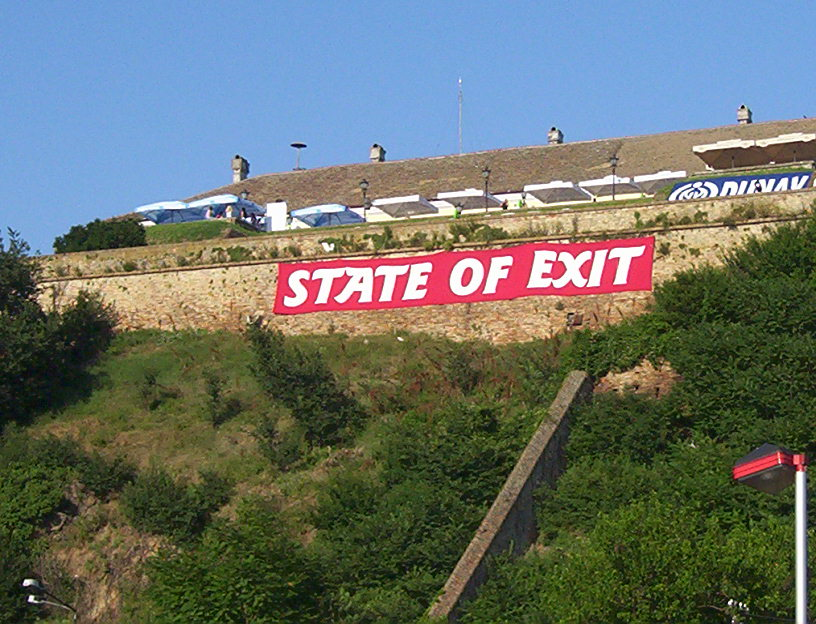
La forteresse pendant le festival EXIT

Le festival EXIT est un festival annuel de musique qui a lieu en été dans la forteresse depuis 2001. À l'origine plus gros festival d'Europe du Sud-Est, il est devenu l'un des mieux cotés d'Europe. En 2007, il a reçu le titre de Meilleur festival européen.